# Jason Richard Swallen
Jason Richard Swallen, född den 1 maj 1903 i Alliance, Ohio, död den 22 april 1991 i Delaware, Ohio, var en amerikansk botaniker specialiserad på gräs.
Swallen examinerades vid Ohio Wesleyan University (Filosofie kandidat 1924) och Kansas State Agricultural College (Master of science 1925). Han började arbeta som botaniker vid USA:s jordbruksdepartement 1925.
Auktorsnamnet Swallen kan användas för Jason Richard Swallen i samband med ett vetenskapligt namn inom botaniken; se Wikipediaartiklar som länkar till auktorsnamnet.